# Nor Kesaria
Nor Kesaria (in armeno Նոր Կեսարիա?) è un comune dell'Armenia di 1 506 abitanti (2009) della provincia di Armavir.